# Fernando Diego
Fernando Diego Moliner, plus connu sous le nom de Diego, né le 18 juin 1907 à Barcelone et mort le 28 janvier 1973 dans la même ville, est un footballeur espagnol qui jouait au poste d'attaquant.

## Biographie
Fernando Diego joue avec le club de Tolosa de 1923 à 1927. En 1927, il rejoint le CE Júpiter, où il reste jusqu'en 1929.
En 1929, il est recruté par le FC Barcelone, où il reste jusqu'en 1932. Il débute en match officiel avec le Barça le 22 septembre 1929 face à l'UE Sants lors de la première journée du championnat de Catalogne. Avec Barcelone, il remporte à trois reprises le championnat catalan. Au Barça, il joue un total de 106 matches (dont 31 officiels). En Liga, il joue 15 matchs, inscrivant 7 buts.
En 1934, il retourne au CE Júpiter, avant de s'engager en 1935 avec le CE Europa. Il met un terme à sa carrière en 1936.

## Palmarès
Avec le FC Barcelone :
- Champion de Catalogne en 1930, 1931 et 1932.